# Most Marie Pii
Most Marie Pii (Ponte de D. Maria Pia) je železniční příhradový obloukový most v Portugalsku, který byl vybudován v letech 1876–1877 podle návrhu Gustave Eiffela a jeho spolupracovníka Théophfila Seyriga. Most byl pojmenován po portigalské královně Marii Pii Savojské. Nachází se v Portu  na železniční trati do Lisabonu přes řeku Douro. 
Stavební práce na mostě probíhaly od 5. ledna 1876 do 4. listopadu 1877. Most byl slavnostně uveden do provozu za účasti portugalského krále Ludvíka I. Most tvoří jeden půlkruhový oblouk z tvárného železa s rozpětím 160 m. Je umístěn ve výšce 61,2 m nad hladinou. Jeho délka činí celkem 563 m a šířku má 6 m. V době dokončení byl most nejdelším obloukovým mostem na světě.
Most byl uzavřen v roce 1991 a železniční doprava byla převedena na nový most Ponte de São João.